# 大阪府立茨木高等学校
大阪府立茨木高等学校（おおさかふりついばらきこうとうがっこう）は、大阪府茨木市新庄町に所在する公立高等学校。略称は「茨高」（いばこう）。

## 概要
1895年に旧制中学校として創立した。新制高等学校への改編直後は普通科目と職業科目を選択する総合制課程だったが、1960年代に普通科単科の高等学校に改編され、2011年度入学生より文理学科が併設されたのち、2018年度入学生より文理学科1学科の高等学校へと改編されている。

### 校風
1916年の水泳場竣工、クロール泳法の普及、オリンピック選手など数多くの水泳選手の輩出などの実績によって、「日本近代水泳発祥の地」と称され、記念碑が設置されている。現在でも水泳設備は充実しており、大阪府立高校で唯一、屋内型の50mプールを所有している。
また大正時代から続く「妙見夜行登山」など、質実剛健だった戦前の教育行事の名残を今でも残している。その校風は第二次大戦後、当初GHQから非常に警戒されたというが、現在はリベラルな校風となっており、生徒による体育祭運営などの自治活動が盛んである。1960年代末には学園紛争の影響を受け、突出した学生による学校封鎖が行われたこともあった。
自由・自律を重んじる校風で、校則は存在するが、髪染めや携帯電話の所持などは個人の自律性に任せられている。
校歌『天つ空見よ』は、1912年には歌詞ができており、校名・地名が読み込まれていないという意味では稀有な校歌である。
2001年に大阪府教育委員会より「次代をリードする人材育成研究開発重点校」（エル・ハイスクール）に指定された。前後期の二期制の採用や65分×5限授業の実施をしている。

### 校舎
今の校舎になる前の旧校舎は昭和初期に建てられたコンクリート造りの歴史ある校舎で、「白塔」と呼ばれるシンボルがあった。また、庭には高槻で出土した石棺が置かれていた。
開校100年を期に、1990年代に新たな校舎が出江寛の設計で建てられ、旧校舎は取り壊された。体育館は屋根に採光のための突起がいくつも出ている特異な形をしているが、これは茨木童子にちなみ「鬼」をモチーフに設計されたからである。
ギリシア文字の「π」に似ていることからパイマークと通称される本校の校章を象ったパイベンチと通称されるベンチが校舎横にある。本校の校章は漢字の「四」の漢金文（漢時代に金文を模した字体）とされ、大阪府第四尋常中学校として創立したことに由来するものだが、パイマークで通っている。かつては「パイ高」と俗称されたこともあった。

## 沿革

### 創立前史
1886年公布の中学校令では、一府県には一つの中学校という原則があり、大阪府では大阪府尋常中学校（現在の大阪府立北野高等学校）1校のみが設置されていた。
その後中学校令改正で複数中学校の設置が認められるようになったことや、進学希望者の増加を踏まえ、大阪府では中学校を郡部に増設する方向を固めた。
当初は1校のみを増設する方向だったが、紆余曲折を経て1895年に府内郡部に3中学校の設置が決まった。この時に設置された中学校の一つ・大阪府第四尋常中学校が、現在の大阪府立茨木高等学校にあたる。
大阪府は当初、府北部方面に新設する尋常中学校の予定候補地の場所として、吹田村を検討していた。しかし島下郡の郡役所所在地である茨木村への設置を推す意見があがり、茨木村に設置することにした。

### 学校創立
1895年2月21日に大阪府第四尋常中学校の設立が認可され、同年4月25日に島下郡三島村大字総持寺の総持寺に仮校舎を設置して開校した。1897年7月に三島郡茨木村大字茨木の現在地に校舎が完成し、同年9月より現在地での授業を開始している。
1899年には中学校令改正により、大阪府第四中学校へ改称した。
大阪府では1900年、旧制中学校・高等女学校について、従来の設置順の番号で付けられていた校名を廃止し、地名から校名を付けることを原則にする新しい方針をだし、1901年よりすべての旧制中学校・高等女学校（1901年度開校予定の学校を含む）を1901年度より一斉に校名変更する方針を打ち出した。そのことに伴い、1901年4月には大阪府茨木中学校へ改称した。一方で改称直後の1901年4月8日付けの文部省令第11条を受けた大阪府の方針で、直後の1901年6月には大阪府立茨木中学校へと再改称している。

### 水泳場造成
1913年6月には、校地隅のため池を改造して「水泳池」が設置された。水泳池は生徒らの作業で設置された。しかし水泳池は学校外部から自由に出入り可能な状態だったため、近隣住民の洗い物などにも利用され、衛生面の心配もあった。
その後大正天皇即位記念事業として、本格的な水泳場の建設がおこなわれた。水泳場は生徒の作業で造成され、1916年3月に完成した。

### 制服改革
1895年の創立当初の制服は和装だった。しかし大正時代に入ると全国的にも制服の洋装化が進み、和装の制服を採用している中学校は日本全国で3校のみに減少し、そのうちの1校となっていた。「時代遅れ」の制服に対して1920年には生徒らが制服改革を求めてストライキを起こし、それに対して学校側はストライキ主導者の退学処分で応じ、それらの騒動が新聞報道されるなどした。1921年に校長が交代し新校長が制服改訂を表明（1922年度より実施）することで、制服問題は決着している。

### 勤労動員
第二次世界大戦中の国民総動員体制により、1937年以降は勤労奉仕が始まり、生徒らは軍需工場に動員された。1944年8月以降は通年の動員体制となり授業がおこなわれなくなった。3-5年生は軍需工場に動員され、1-2年は開墾作業に従事した。

### 学制改革と廃校問題
1948年の学制改革により新制高等学校となり、大阪府立茨木高等学校と称した。近隣の大阪府立春日丘高等学校（旧制大阪府立茨木高等女学校）と男女生徒を交流して男女共学を実施した。茨木高校（茨木中学校）から春日丘高校へは男子生徒355人が移り、また春日丘高校（茨木高女）から茨木高校へは女子生徒363人が移った。
しかし直後の1948年5月26日、GHQは茨木高校校舎を新制中学校校舎へ転用する方針を決めた。GHQは茨木高校の廃校方針を決め、GHQの責任者は廃校採決の承認もおこなっていた。
これに伴い茨木高校は校舎を明け渡し、春日丘高校内に同居することになった。また学制改革に伴い過渡的に設置されていた併設中学校の生徒は学校組合立養精中学校（現在の茨木市立養精中学校）へ転入させた。
空いた校舎は吹田市立第二中学校と富田町立中学校（現在の高槻市立第四中学校）が使用する計画になっていたが、両校とも独自に校舎を建てることにして校舎を使用しなかった。
GHQの措置に対して茨木高校関係者は、校舎復帰・廃校反対を求める運動を起こした。進駐軍は高校関係者や地元住民の意向を無視できないと判断して方針転換し、「茨木高校の校舎転用方針は撤回し、茨木高校・春日丘高校にそれぞれ新制中学校を付設して6年制の『実験学校』とする」案を出した。
これに伴い1948年8月に現在地に校舎を復帰した。また書類上は廃校扱いになっていたので「茨木」の名称は使えないとして、1948年8月に「大阪府立三島野高等学校」の名称で大阪府に届け出、1948年10月の大阪府条例では「三島野」の名称で告示されている。
付設される新制中学校は従来の学校組合立養精中学校を分離する形で充て、茨木高校内には1949年に養精東中学校が併設された。しかし「実験学校」案は「思いつき」（茨木市史）とまでいわれるようなものだったためわずか1年で廃止され、付設の養精東中学校は1950年に廃止されて元の養精中学校へと戻っている。
校名は大阪府立三島野高等学校となっていたが、「茨木」の校名を復活させる運動が1952年以降本格化した。1955年には、春日丘高校サイドの大反対を振り切る形で、現在の大阪府立茨木高等学校へと改称した。

### 総合制の導入と廃止
高校三原則のもと、1949年度より総合制課程を実施した。入学時は一括募集で、普通科目および家庭・商業・工業に関する選択科目を設けて生徒に選択させ、普通科目を一定数以上選択した者は普通課程、職業科目を一定数以上選択した者は職業課程とする方式だった。
工業科は1953年度より別枠募集を開始したが、普通科の中に商業・家庭の選択科目を設置する総合制の教育課程は1962年度入学生まで維持された。
しかし1963年には、同年に新設された大阪府立茨木工業高等学校（現在の大阪府立茨木工科高等学校）に機能を移管する形で工業科の募集を停止した。また1963年のカリキュラム改正では、同年に入学した生徒より商業・家庭の選択科目の開講はなくなった。これに伴い、旧課程（総合課程）および工業科の生徒がすべて卒業した1965年3月をもって総合制は廃止されている。

### 生徒急増期
1970年代から1980年代にかけては生徒急増期にあたっていた。1970年代については、大阪府の政策により府立高校の新設が進み、生徒数増加分は主に新設校で受け入れる形になったので、既存校の茨木高校への影響はなかった。
しかし1980年代になると、「1990年代以降生徒減少期に入る」という見通しなどから府立高校新設が抑えられるようになり、既存校での受け入れ施策へとシフトしていった。
このため茨木高校では、1970年代前半には1学年10クラス（45人学級）だったが、ピーク時の1986年度から1989年度にかけては1学年12学級（48人学級）へと生徒数が増加している。不足分の教室を補うために校舎が増築されている。

### 新校舎建設
1935年建築の校舎の老朽化が目立っていたため、大阪府議会は1990年、茨木高校を含む府立高校11校についての改築予算を計上した。それに伴い茨木高校の校舎改築が具体化することになった。
当初計画では1995年の新校舎竣工を目指していた。しかし校舎建設予定地から、旧石器時代から江戸時代にかけての複合遺跡が発掘された。遺跡は新庄遺跡と名付けられ、発掘調査がおこなわれたために校舎の工事が遅れ、完成は1997年4月となった。

### 教育課程改編
1960年代以降、普通科単科の全日制高等学校として教育活動をおこなっていた。2009年には「進学指導特色校」に指定された。2011年度には従来の「進学指導特色校」をGLHS（グローバルリーダーズハイスクール）と変更し、文理学科を併設した。
2018年度の入学生より普通科を募集停止し、全学級を文理学科として募集している。

### 年表
- 1895年
  - 2月21日 - 大阪府第四尋常中学校設置告示。
  - 4月25日 - 島下郡三島村大字総持寺の総持寺に仮校舎を置いて開校。
- 1897年7月 - 三島郡茨木村大字茨木の現在地に移転。当時の正門は東側。
- 1899年4月1日 - 大阪府第四中学校と改称。
- 1901年
  - 4月1日 - 大阪府茨木中学校と改称。
  - 6月3日 - 大阪府立茨木中学校と改称。
- 1916年 - 水泳場竣工。
- 1933年3月2日 - 旧校舎第一期工事（南館・講堂）竣工。
- 1935年8月5日 - 旧校舎第二期工事（旧A・B館）竣工。正門を北側に移す。
- 1948年
  - 4月1日 - 学制改革により新制高等学校に改編され、大阪府立茨木高等学校と改称。大阪府立春日丘高等学校（旧制大阪府立茨木高等女学校）と生徒を交流し男女共学を実施。
  - 9月1日 - 大阪府立三島野高等学校と改称。
- 1949年4月1日 - 総合制課程（普通・工業・家庭・商業）を実施。
- 1955年4月1日 - 大阪府立茨木高等学校と改称。
- 1962年3月31日 - 3階建鉄筋の新館竣工（旧C館の一部）。東側の明治以来の木造旧本館取り壊し。
- 1963年4月1日 - 工業科を分離して大阪府立茨木工業高等学校（現：大阪府立茨木工科高等学校）創立。
- 1965年1月31日 - 体育館竣工。
- 1969年
  - 2月末 - 卒業式に対して学生28名がバリケード封鎖を行う。校内放送のみで卒業式を行う。
  - 11月10日 - 50mプール竣工。大正時代の水泳場取り壊し。
- 1982年8月31日 - 旧校舎増築工事（旧D館＝現E館）竣工。
- 1995年3月31日 - 屋内50mプール竣工。
- 1997年
  - 2月20日 - 新校舎（A・B・C・D館）および新体育館竣工（出江寛設計）。旧A・B・C館取り壊し。正門を南側に移す。
  - 9月13日から16日 - 屋内プールにてなみはや国体の水球競技開催。
- 2002年 - 大阪府教育委員会からエル・ハイスクール事業の指定を受ける（2003年度から2007年度まで）。
- 2009年6月19日 - 大阪府教育委員会から進学指導特色校事業の指定を受ける。
- 2011年4月1日 - 文理学科を設置。従来の普通科と併設。
- 2018年 - 普通科を募集停止し文理学科に一本化。

## 部活動
伝統的に水泳が盛んであり、現在の水泳部は飛込競技を経て、水球・競泳のクラブとなっている。
部活動及びサークルは全て生徒会に属し、生徒会執行部の傘下にある。執行部が不成立の場合は「部活動は存在しない」扱いとなる。

## 学校行事
遠足や文化祭・体育祭などの行事は、生徒会執行部が中心となって各行事実行委員が運営する。これらを通じて生徒たちは「野太く」成長する。もし、生徒会執行部が成立しなければ中止となる。

## 出身者

### 政治・行政
- 高碕達之助 - 電源開発初代総裁、通産大臣、初代経済企画庁長官
- 小畑信良 - 陸軍少将、関東軍情報部奉天支部長、第44軍参謀長
- 小畑忠良 - 住友本社、内閣企画院次長、大政翼賛会事務総長、愛知県知事、東海北陸地方総監
- 金澤薫 - 元総務事務次官、元NTT副社長
- 井上一成 - 元衆議院議員、元郵政大臣、元摂津市長
- 阪口善雄 - 元吹田市長
- 木本保平 - 元茨木市長
- 足立康史 - 衆議院議員、元経済産業省大臣官房参事官

### 経済
- 内藤良一 - 日本ブラッドバンク創業者
- 加藤進 - 元住友商事社長、元日本経団連審議員会副議長
- 車谷暢昭 - 東芝社長CEO
- 権野健三 - 元東洋綿花会長
- 津賀一宏 - パナソニック社長
- 牧冬彦 - 元神戸製鋼所社長
- 吉田直樹 - パン・パシフィック・インターナショナルホールディングス社長、ドン・キホーテ社長
- 谷郷元昭 - カバー社長

### 教育・研究
- 池川志郎 - 医学者。
- 石野良純 - 分子生物学者。
- 石原俊彦 - 会計学者。
- 川上智子 - 経営学者。
- 熊谷英彦 - 農芸化学者。
- 櫻田嘉章 - 法学者。弁護士。
- 佐久間毅 - 法学者。
- 土居丈朗 - 経済学者。
- 戸崎肇 - 経済学者。
- 中尾知代 [3] - 比較文化学者。
- 廣岡正久 - 政治学者。
- 檜山爲次郎 - 有機化学者。
- 福田敬太郎 - 商学者、経済学者。
- 細見彰 - 化学者。
- 堀江慎司 - 法学者。
- 本田博 - 工学者。規制科学者。エコノミスト。
- 溝上慎一 - 心理学者。高等教育研究者。
- 吉田栄介 - 会計学者。
- 米沢富美子 - 理論物理学者。

### 文芸
- 川端康成 - 作家、ノーベル文学賞
- 大宅壮一 - 評論家、ジャーナリスト、1918年米騒動の支持演説を行い放校処分を受ける。
- 長谷川慶太郎 - 評論家、エコノミスト
- 大野裕之 - 脚本家、チャップリン研究家
- 二反長半 - 小説家、児童文学作家
- 谷村政樹 - フジテレビドラマ演出家
- 名和晃平 - 現代美術作家
- 椎橋寛 - 漫画家

### スポーツ
- 高石勝男 - 水泳選手、1928年アムステルダムオリンピック800mリレー銀・100m自由形銅メダリスト、元日本水泳連盟会長
- 入江稔夫 - 水泳選手、1932年ロサンゼルスオリンピック100m背泳ぎ銀メダリスト
- 奥田精一郎 - 競泳コーチ
- 八十祐治 - 元サッカー選手、弁護士、Jリーグ経験者で初の司法試験合格者
- 吉田宗弘 - 元サッカー選手、サッカー指導者、2005年Jリーグベストイレブン
- 片山梨絵 - 自転車競技・MTB選手、北京オリンピック及び2012年のロンドンオリンピック出場。
- 藤井俊希 - ラグビー選手
- 梅本淳一 - レーシングドライバー及びジェイズ・コーポレーション代表取締役社長

### 芸能・マスコミ
- 秋園美緒 - 歌手、舞台俳優
- 柳川強 - NHKチーフディレクター
- 桂米輔 - 落語家
- 矢延隆生 - フジテレビプロデューサー
- 時枝里好 - ミュージカル俳優
- 神木優 - 俳優、エンターテイナー
- 若林有子 - TBSアナウンサー

## アクセス
- 阪急京都線茨木市駅 650メートル
- JR東海道本線（JR京都線）茨木駅 750メートル